# Nikołaj Kryżanowski (generał)
Nikołaj Andriejewicz Kryżanowski (ros. Николай Андреевич Крыжановский; ur. 18 października?/30 października 1818 w Petersburgu, zm. 29 kwietnia 1888) – rosyjski generał-adiutant od 1863, warszawski generał-gubernator wojenny od 19 listopada 1861 do 9 czerwca 1862, szef sztabu 1 Armii Czynnej, stacjonującej w Królestwie Polskim, generał-gubernator orenburski od 1865, członek Rady Administracyjnej i Rady Stanu Królestwa Polskiego, zastępca dowódcy Wileńskiego Okręgu Wojskowego.